# سه‌یا کیشیکاوا
سه‌یا کیشیکاوا (انگلیسی: Seiya Kishikawa؛ زادهٔ ۲۱ مهٔ ۱۹۸۷) یک بازیکن تنیس روی میز اهل ژاپن است. 
وی در مسابقات کشوری و بین‌المللی در مجموع برنده ۲ مدال نقره، ۹ مدال برنز شده‌است.